# Кулінарна мастика

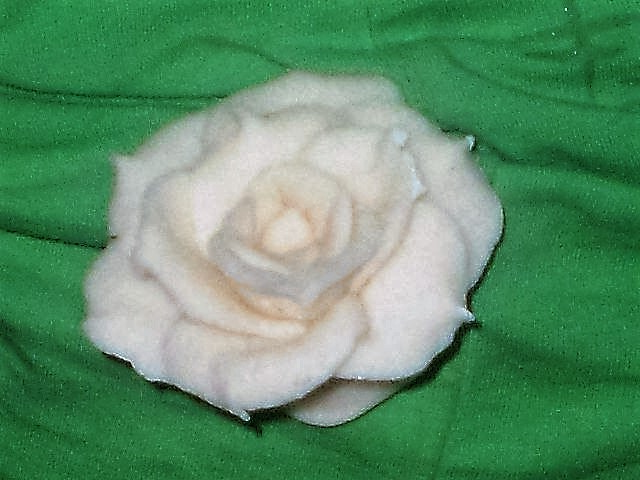
Прикраса троянда з мастики

Кондитерська мастика — поширений матеріал, який використовують для оформлення тортів та виготовлення їстівних прикрас.

## Склад
Склад мастики доволі різноманітний. Основною складовою будь-якої мастики є цукрова пудра. Іншими, допоміжними компонентами є:
- маршмелоу;
- сире згущене молоко;
- желатин;
- агар-агар;
- марципан;
- крохмаль та ін.

## Особливості приготування
Для зміни кольору та аромату додають різноманітні харчові барвники та ароматизатори. 
Існує величезне різноманіття рецептів мастики, кожен з яких має свої особливості приготування та подальшого зберігання.